# Rio Curuá
O rio Curuá é um curso de água localizado no estado do Pará, Brasil, com cabeceira na serra do Cachimbo. Ao longo de seu percurso até a foz no rio Iriri, passa por diversas áreas habitadas por tribos indígenas, como uma tribo de Caiapós, e passa a pouco menos de um quilômetro do distrito de Castelo dos Sonhos. Sua região mais conhecida é onde se encontram as Cachoeiras do Rio Curuá, onde estão estão sendo construídas duas pequenas centrais hidrelétricas PCH.
Em Novo Progresso, o rio Curuá passa a aproximadamente 60 km da cidade, seguindo pela estrada Vicinal Celeste. O rio já chegou a atrair pescadores, mas a atividade de pesca esportiva decaiu após a criação da Terra Indígena do Baú. Há peixes de grandes espécies no rio, como o jaú, a traíra e a pirarara.